# Internetový katalog
Internetový katalog je internetový portál představující katalogy firem a katalogy odkazů na webové stránky, které jsou setříděny do stromu kategorií a podkategorií a zpravidla umožňují i fulltextové vyhledávání. Rozšířenější jsou katalogy firem, které mohou být i různě specializovány, např. oborově či regionálně. Přidávat obsah většinou zdarma může kdokoli, běžné je i registrování mediální agenturou, kdy editoři katalogu tyto návrhy revidují a zveřejňují (údržba je tak náročnější na lidské zdroje). Některé katalogy jsou placené nebo výjimečně požadují zveřejnění na odkazované stránce. Katalog může poskytnout kvalitní výsledky hledání právě díky svému unikátnímu obsahu a je tedy webovým vyhledávačem, avšak s tím rozdílem, že namísto organických výsledků (obsahu získávaného robotem bez registrace) zobrazuje zejména registrované výsledky. Existující však katalogy obsahující vlastní i organické výsledky.
Kvalita katalogu je definována počtem zveřejněných firem či odkazů a rozsahem i aktuálností informací o těchto včetně správnosti třídění do kategorií. Kvalitní katalogy mají přínos nejen pro uživatele Internetu (ověřený obsah), ale také pro tvůrce webových stránek, kteří tak získávají potřebné off-page faktory (důležité pro SEO).

## České katalogy
- Firmy.cz – katalog firem v České republice[1]
- Atlasfirem.info – katalog firem a odkazů i s organickými výsledky[2]
- Odkazy Seznam.cz – katalog odkazů na Seznam.cz
- najisto.cz – katalog firem na Centrum.cz

## Zaniklé světové katalogy
- Open directory project (dmoz.org)
- Yahoo! Directory[3]